# اتلو (شخصیت)
اتلو (انگلیسی: Othello) یکی از شخصیت‌های نمایشنامهٔ اتلو از ویلیام شکسپیر است. گویا خاستگاه این شخصیت به مَتَل «ناخدای مورو» از جووانی باتیستا جیرالدی برمی‌گردد. در آنجا او «مورو» نامیده شده‌است.
اتلو سربازی دلیر، توانمند و پابه‌سن‌گذاشته است که تبار «مورو» دارد و برای جمهوری ونیز خدمت می‌کند. او به‌همراه دزدمونا — دختر زیبای یکی از سناتورهای ونیزی — می‌گریزد. پس از رسیدن به قبرس، اتلو فریبِ لاگو را می‌خورد و می‌پندارد دزدمونا زناکار است. او دزمونا را می‌کشد و پس از پِی‌بردن به نیرنگ لاگو، جان خود را نیز می‌گیرد.